# Wilhelm Weskamm

Wappen Weskamms als Bischof von Berlin (1951–1956)

Franz Johannes Wilhelm Weskamm (* 13. Mai 1891 in Helsen bei Arolsen; † 21. August 1956 in Berlin) war von 1951 bis 1956 römisch-katholischer Bischof von Berlin.

## Leben
Wilhelm Weskamm wurde als ältester Sohn eines Eisenbahnbeamten geboren. 1909 erhielt er am Gymnasium Petrinum Brilon sein Abitur, am 3. April 1914 wurde er in Paderborn zum Priester geweiht. Zunächst Kaplan in Daseburg bei Warburg, wurde er 1919 Domvikar in Paderborn und arbeitete dort dreizehn Jahre als Kaplan. 1932 kam Weskamm in die Diaspora, wo er bis zu seinem Tod leben und wirken sollte. Bis 1941 war er Pfarrer an St. Norbert in Merseburg, 1943 wurde er als Propst an St. Sebastian in Magdeburg berufen. Am 12. Oktober 1949 ernannte ihn Papst Pius XII. zum Titularbischof von Rhandus und zweiten Weihbischof im Erzbistum Paderborn mit Sitz in Magdeburg. Die Bischofsweihe spendete ihm der Paderborner Erzbischof Lorenz Jaeger am 30. November 1949 in Magdeburg. Mitkonsekratoren waren der Bischof von Meißen, Petrus Legge, und der Paderborner Weihbischof Augustinus Philipp Baumann.
Am 29. Mai 1951 wurde er zum Bischof von Berlin ernannt (Amtseinführung: 31. Juli 1951), wo er den Theologen Johannes Pinsk zu seinem Berater machte. In dieser Zeit engagierte sich Weskamm sehr für die Gründung von Ausbildungsstätten für katholische Theologen auf dem Gebiet der DDR (unter anderem Vorseminar Schöneiche, Norbertinum Magdeburg, Pastoralseminar Huysburg). Er war ab 1954 auch Herausgeber der katholischen Wochenzeitung für das Bistum Berlin St. Hedwigsblatt.
Weskamm war seit seiner Studienzeit Mitglied der Katholischen Studentenverbindung Albertia München im KV.

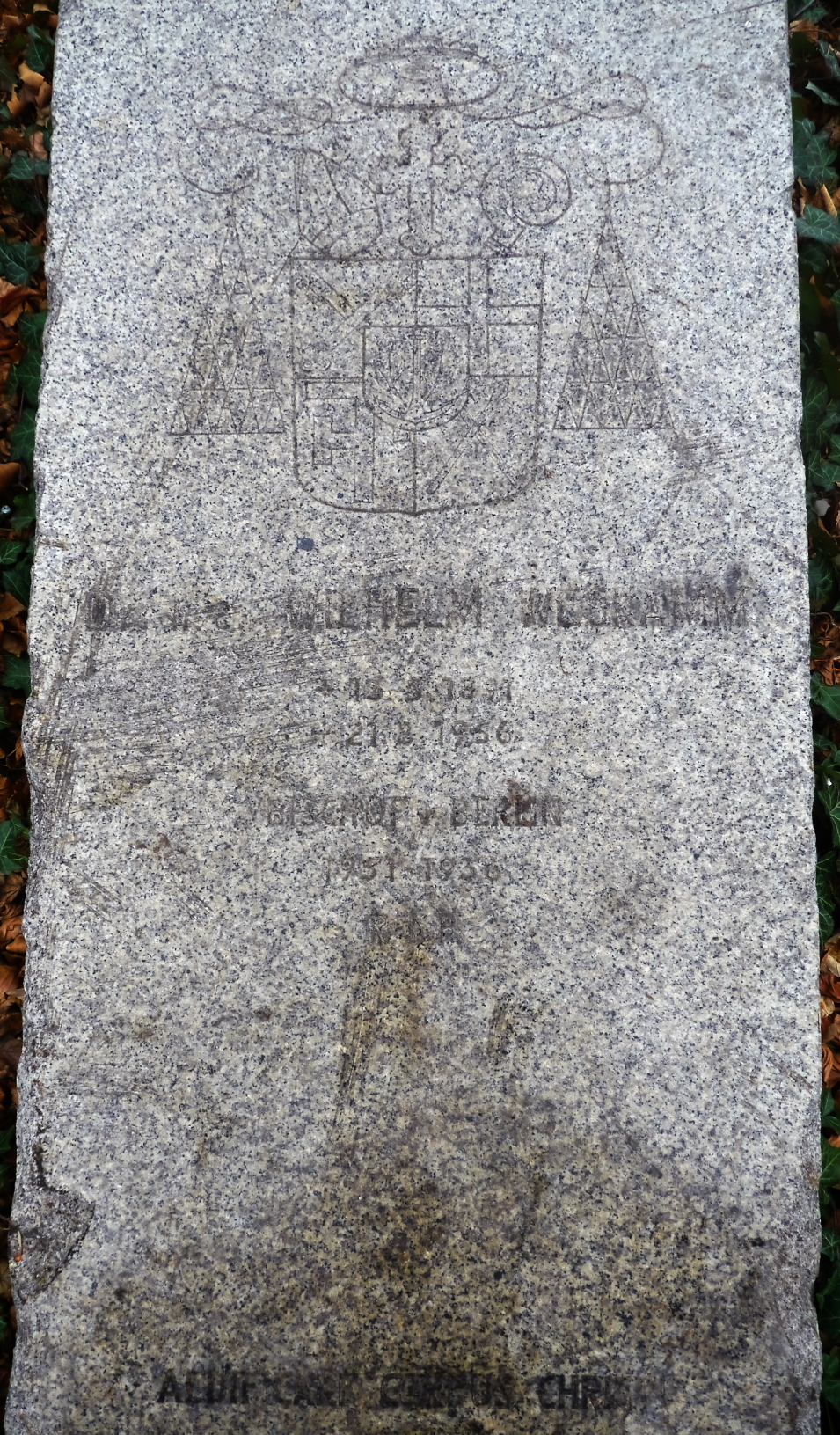
Gedenkplatte auf dem Alten Domfriedhof der Sankt-Hedwig-Gemeinde in der Liesenstraße

Wilhelm Weskamm wurde auf dem Alten Domfriedhof von St. Hedwig Berlin in der Liesenstraße beigesetzt und 1968 in die Unterkirche der Sankt-Hedwigs-Kathedrale umgebettet. Sein Name wurde auch auf der Gedenktafel für die Verstorbenen des Freundeskreises Brandenburger Priester Brandenburgia auf dem Friedhof der St. Hedwigsgemeinde in Berlin-Alt-Hohenschönhausen eingemeißelt.

## Ehrungen
- Die Evangelisch-Theologische Fakultät der Universität Halle-Wittenberg verlieh Bischof Weskamm 1955 die Ehrendoktorwürde.
- In Berlin-Marienfelde ist eine Straße nach Wilhelm Weskamm benannt.
- Im Magdeburger Stadtteil Stadtfeld West wurde auf dem Gelände des Marienstifts ein Altenpflegeheim der Caritas nach Bischof Weskamm benannt.